# کلامیدوموناس
کلامیدوموناس (انگلیسی: Chlamydomonas) ریز جلبک تک‌سلولی است که در آب‌های شیرین زندگی می‌کند. این جلبک به تعداد آن چنان زیادی در این آب‌ها یافت می‌شود که رنگ آب را سبز نشان می‌دهد. کلامیدوموناس دارای دو تاژک می‌باشد که توسط آن‌ها شنا می‌کند. کلامیدوموناس با دو یا چند قطعه شدن می‌تواند به راحتی تولید مثل کند.
کلامیدوموناس هاپلویید است و می‌تواند کلنی‌هایی از انواع مختلفی سلول ایجاد کند، پس یعنی در کلنی‌هایی که تشکیل می‌دهد.

## زادآوری
تولید مثل غیر جنسی: روش تولید مثل غیر جنسی کلامیدوموناس میتوز است البته باید توجه کنیم که این تولید مثل شامل یک تا سه " بار " میتوز می‌باشد پس یعنی تعداد دو تا هشت عدد سلول هاپلویید طی این نوع تولید مثل ایجاد می‌شود که هر کدام از این سلول‌های ایجاد شده زئوسپور نام دارند.  زئوسپورها درون دیواره سلول مادر باقی می‌مانند و پس از رسیدن و کامل شدن، دیواره مادر را شکافته و آزاد می‌شوند و هر کدام به یک کلامیدوموناس بالغ تبدیل می‌شوند.
تولید مثل جنسی: این نوع تولید مثل در مواقعی که محیط برای ادامه حیات مساعد نیست، مثل تجمع مواد زاید در محیط، ترجیح داده می‌شود. چند مرحله به شرح زیر دارد: سلول هاپلویید اصلی میتوز می‌کند و چند سلول هاپلویید دیگر که در اصل گامت هستند، ایجاد می‌کند. دو گامت هاپلویید با هم لقاح می‌کنند و یک سلول دیپلویید به نام زیگوسپور ایجاد می‌کنند؛ دنحوه لقاح به این صورت است که گامت‌های آغازیان تک سلولی در تولید مثل جنسی، از محل خروج تاژک‌هایشان به هم متصل شده و لقاح می‌کنند. زیگوسپور محیط نامساعد را به لطف دیواره ضخیم و محکم خود، می‌تواند تا زمان‌های طولانی تحمل کرده و پشت سر بگذارد. زمانی که محیط مساعد شد، درون زیگوسپور دیپلویید با تقسیم میوز، چهار سلول هاپلویید تولید می‌کند. این سلول‌های هاپلویید دیواره زیگوسپور را پاره کرده و آزاد می‌شوند و هر کدام مستقلاً می‌توانند تبدیل به یک کلامیدوموناس بالغ شوند.
در طی تولید مثل غیر جنسی، حداقل دو و حداکثر هشت سلول تولید می‌شود در حالی که در تولید مثل جنسی الزاماً چهار سلول تولید می‌شود.